# À travers la forêt
Ne doit pas être confondu avec Dans la forêt.
Pour plus de détails, voir Fiche technique et Distribution.
À travers la forêt est un film français de Jean Paul Civeyrac sorti en 2005.

## Synopsis
Armelle et Renaud s'aiment, brûlent d'amour l'un pour l'autre... jusqu'au moment où il meurt dans un accident de moto. Armelle a deux sœurs qui tachent d'être présentes afin de l'aider à surmonter ce qu'elle n'arrive pas à accepter. Alors qu'une est très pragmatique, rationnelle, l'autre s'investit dans le dessein de renouer un contact avec le disparu, et ce sera au travers d'un médium. Aussitôt, Armelle pense retrouver Renaud au travers d'Hippolyte qu'elle croise, jeune homme avec une ressemblance physique troublante il est vrai. Mais celui-ci ne la prend pas au sérieux.

## Fiche technique
- Titre : À travers la forêt
- Réalisation : Jean-Paul Civeyrac
- Images : Céline Bozon
- Musique : John Cage, Dvorak, Camille Berthomier, Charles Ives
- montage : Florence Bresson
- sons : Patrick Egreteau, François Méreu et Sébastien Savine
- mixage : Stéphane Thiébaut
- Production : Les Films Pelléas
- Format : 35 mm
- Durée : 65 minutes (1 h 5)
- Date de sortie : 2 juillet 2005 (Festival Paris Cinéma), 9 septembre 2005 au Festival international du film de Toronto, 12 octobre 2005 (exploitation France)

## Distribution
- Camille Berthomier : Armelle
- Aurélien Wiik : Hippolyte/ Renaud
- Morgane Hainaux : Roxane
- Alice Dubuisson : Bérénice
- Mireille Roussel : Le medium
- Valérie Crunchant : l'assistante du medium
- Aurelien Deseez : L'assistant du medium
- Jason Ciarapica : la fiancée d’Hippolyte

## Commentaire
Le scénario explore la thématique de l'amour après la mort, sujet déjà abordé par Civeyrac : Les Solitaires (2000) évoquait un thème voisin, et Tristesse beau visage (2004) était construit sur le mythe d'Orphée. Civeyrac démontre ici son attachement au cinéma d'auteur. Il crée son propre univers esthétique à partir de quartiers parisiens quelconques : un campus, un café, un appartement moderne, entre autres. S'y retrouve des actrices avec lesquelles il a déjà travaillé : 
- Mireille Roussel, Valérie Crunchant : elles font preuve de tension dramatique dans la scène du medium.
- Morgane Hainaux que l'on avait déjà vue dans Ni d'Ève ni d'Adam interprète Roxane.
- Civeyrac en outre confie le premier rôle à une jeune actrice dont c'est la première apparition au cinéma : Camille Berthomier.

Les décors, les acteurs, le petit budget (le film a été tourné en douze jours à Paris), évoquent les films de Jacques Rivette dans les années 1980 (on songe à Pont du Nord ). Comme souvent chez Civeyrac, le choix des musiques (John Cage, Dvorak, Charles Ives) fait un contre-point aux images.

## Autour du film
- Tourné en 10 plans séquences.
- Ce film fait partie de la sélection officielle du Festival Paris Cinéma en juillet 2005 et est présenté au festival international du film de Toronto en septembre 2005.
- Présélection de Camille Berthomier pour les Césars 2006 du jeune espoir féminin.